# Prebost de Valensa
Prebost de Valensa  (Eustache, le Prévôt de Valence) est un troubadour de langue d'oc de la région de Valence (actuellement dans la Drôme) actif entre la fin du XIIe siècle et le début du XIIIe siècle.